# Jesuítas (piatto)
Le jesuítas sono un piatto tipico del nord-ovest argentino, principalmente delle province di Tucumán, Salta e Santiago del Estero.
Sono diventate anche molto popolari nelle province di Buenos Aires e Córdoba, Mendoza, La Rioja e San Juan.

## Descrizione
Di forma rettangolare, non più di 10 cm, le jesuítas sono composte di pasta sfoglia ripieno con prosciutto e formaggio, coperto da una crosta dolce. Deve il suo nome ai gesuiti.

## Varietà
In Spagna, di stessa forma, ma elaborato con crema e mandorle (e senza formaggio o prosciutto), sono tradizionali della provincia di Salamanca.
In Francia hanno la forma di un piccolo triangolo, ripieno di frangipane e ricoperto di glassa.